# Твин Гроувс (Арканзас)
Твин Гроувс (енгл. Twin Groves) град је у америчкој савезној држави Арканзас.

## Демографија
По попису из 2010. године број становника је 335, што је 59 (21,4%) становника више него 2000. године.
| Група             | 2000.       | 2010.       |
| Белци             | 73 (26,4%)  | 138 (41,2%) |
| Афроамериканци    | 199 (72,1%) | 185 (55,2%) |
| Азијати           | 0 (0,0%)    | 0 (0,0%)    |
| Хиспаноамериканци | 1 (0,4%)    | 2 (0,6%)    |
| Укупно            | 276         | 335         |